# B+B Bauen im Bestand
B+B Bauen im Bestand ist eine technische Fachzeitschrift für die Planung und Ausführung qualifizierter Bauleistungen im Bestand. Sie erscheint in der Verlagsgesellschaft Rudolf Müller GmbH & Co. KG in Köln. 
Im Mittelpunkt stehen Verfahren zum Schutz, zur Instandhaltung und Instandsetzung der Bausubstanz, für die energetische Gebäudesanierung, die Schadstoff- und Schimmelpilzsanierung sowie zum Erhalt und zur Steigerung des Bestandswerts. In Fachbeiträgen aus Forschung, Industrie und Praxis, Objektberichten, Marktübersichten und mit Branchen- und Produktmeldungen informiert B+B über Bauen im Bestand.

## Themen
Die Titelthemen der Zeitschrift befassen sich u. a. mit Maßnahmen zur Bauwerksabdichtung, nachträglichen Wärmedämmung (außen/innen), Betoninstandsetzung, Mauerwerksinstandsetzung, Fassadensanierung, Innenraumsanierung, Sanierung von Boden- und Deckenkonstruktionen sowie zum Holz- und Bautenschutz.

## Geschichte
Die erste Ausgabe erschien 1978 unter dem Titel „Bautenschutz + Bausanierung“, seit 2010 erscheint die Fachzeitschrift unter dem Titel „B+B BAUEN IM BESTAND – Professionell modernisieren, umbauen, instand setzen“; ISSN 2190-9504.